# Felice Casorati
Felice Casorati (Pavia, Olaszország, 1835. december 17. – Casteggio, Olaszország, 1890. szeptember 11.) olasz matematikus. Főleg komplex függvénytani munkássága nevezetes.

## Életútja
Casorati a paviai egyetem hallgatója volt, később itt és Milánóban tanított. Egyetemi éveiben témavezetője Francesco Brioschi volt.
Legismertebb eredménye a Casorati–Weierstrass-tétel a komplex függvények elméletéből, mely szerint ha egy függvénynek lényeges szingularitása van egy pontban, akkor annak tetszőleges környezetéből vett függvényértékek halmaza sűrű. Ennél Picard később jóval többet bizonyított, nevezetesen: ebből a tetszőleges környezetből vett függvényértékek ténylegesen felveszik az összes értéket, ráadásul végtelen sokszor; kivéve legfeljebb egyetlen pontot. Ez a „nagy” Picard-tétel.
Weierstrass a fenti eredményt 1876-ban publikálta egy cikkben, de Casorati már 1868-ban ismertette egy komplex számokról szóló értekezésében.